# Me'ir Simcha z Dvinsku
Rabi Me'ir Simcha z Dvinsku (1843 – 14. srpna 1926), známý také jako Me'ir Simcha ha-Kohen (hebrejsky מאיר שמחה הכהן מדווינסק‎), byl rabín a vedoucí osobnost ortodoxního judaismu ve východní Evropě na počátku 20. století. Proslavil se svými komentáři k Rambamově Mišne Tora, nazvanými Or sameach a komentáři k Toře, nazvanými Mešech chochma.

## Biografie
Narodil se v Butrimonys (v jidiš Baltrimanc) v dnešní Litvě v kohenské rodině.
Po svatbě roku 1860 (jako sedmnáctiletý) se usadil v polském Białystoku, kde jej jeho tchán nadále podporoval ve studiích. Zde žil do roku 1883, kdy se stal rabínem obce mitnagdim v Dvinsku, dnešním lotyšském Daugavpils, kde působil až do své smrti.
V Dvinsku spolupracoval s chasidským rabínem Josefem Rosenem, známým jako „Rogatčover Gaon“ na jeho díle Cofnat Paneach. Oba měli přes rozdílnost názorů velkou vzájemnou úctu.
V roce 1906 publikoval Šlomo Friedlander dva traktáty Jeruzalémského talmudu, pokládané za ztracené. R. Me'ir Simcha (a také Avraham Mordechaj Alter, r. Moše Šmu'el Glasner z Kluže a další) poznal, že jde o velice zdařilý falzifikát.
Zemřel v hotelu v Rize. Měl jen jednu dceru, která zemřela v mladém věku. Jeho žák a přítel rabi Jisra'el Avraham Abba Krieger přijal jeho jméno jako Jisra'el Avraham Abba Me'ir Simcha Krieger.

## Jeho názory a vliv
Byl rozhodným odpůrcem sionismu, ačkoliv kladně přijal např. Balfourovu deklaraci. Zúčastnil se ustavujícího shromáždění Agudat Jisra'el v německých lázních Bad Homburg, ale pro chatrné zdraví se už nezúčastnil první velké konference v Katovicích. Měl několik sporů se svými současníky, včetně rabína Chafece Chajima, zejména o politických otázkách a halaše.
Ač je těžké vymezit přesně jeho filozofické postoje, mnohé z nich se dají vyčíst z jeho díla Mešech chochma. Jeho názory ovlivnily např. Ješajahu Leibowitze.

## Ješivy Or sameach
V sedmdesátých letech 20. století byly založeny mnohé charedi ješivy pro tzv. ba'alej tšuva na paměť r. Me'ira Simchy nazvané podle jeho díla Or sameach. První z nich v Jeruzalémě, další v americkém Detroitu, Los Angeles a Philadelphii, v kanadském Torontu a Montrealu. Další jsou mimo jiné v Johannesburgu a v Kapském Městě, v Londýně, v Kyjevě a v Sydney.